# Троицкий собор (Александров)
Собор Троицы Живоначальной (Троицкий собор, до конца XVII века — Покровский собор) — православный храм начала XVI века в городе Александрове Владимирской области, часть Успенского монастыря. Собор, с трёх сторон закрытый галереями, представляет собой кубическое строение. Полукружия четырёх сторон делятся на 3 части. 4 столпа удерживают своды, на световом барабане покоится широкая глава.

## История
Вопрос датировки строительства каменного Троицкого (тогда — Покровского) собора является дискуссионным. На основе древнего документа, где указана дата освящения собора — 11 (21) декабря 1513 года — этот год чаще всего называется годом постройки каменного собора. То есть он был возведён вместе с другими постройками Александровской слободы при Василии III. Современный искусствовед Заграевский (как ранее и его отец Кавельмахер) настаивает на данной версии и указывает, что собор был спроектирован Алевизом Новым, и указывает на прямое сходство с Архангельским собором Московского Кремля. Тем не менее, советский искусствовед Некрасов считал, что первоначально собор был построен при князе Юрии Дмитриевиче, а при Алевизе только перестроен. Архитектор Подъяпольский, наоборот, считал, что при Василии III был освящён деревянный храм, а каменный собор был построен лишь в 1570-х годах. Он указывает на схожесть с московским Благовещенским собором, перестроенным в то же время.
Одновременно с собором или несколько позже была построена отдельно стоящая колокольня. При Иване Грозном, когда слобода стала столицей опричнины, царь велел перестроить колокольню в церковь Распятия. 
Приезжавший в слободу в начале XVII века Петрей де Ерлезунда писал про собор: «Камни его расписаны разными красками так, что один чёрный, другой — белый и посеребренный, третий — жёлтый и позолоченный; на каждом нарисован крест. Все это представляет красивый вид для проезжающих дорожных людей.» В том же столетии к югу от алтаря, имевшего иконостас в 5 рядов, была устроен придел Симеона Богоприимца (уничтожен в XIX веке), а к северу — Сергия Радонежского. По мнению искусствоведа Лазарева, Покровский собор, к тому моменту имевший внутреннюю роспись только на богородичные сюжеты, поменял название на Троицкий в 1660-х годах. Тогда же соседняя Троицкая церковь стала Покровской. В 1681 году собор был передан Успенскому монастырю. В те годы в Троицком соборе производились большие расписные работы.
В 1824 году по углам собора были возведены 4 малых купола. В 1880-х годах искусствоведом Филимоновым и художником Белоусовым были произведены масштабные реставрационные работы, открыты многие фрески и заменён иконостас. В 1922 году советскими властями из Троицкого собора были вывезены многие ценности. В следующие годы собор отобрали у монастыря, использовали как склад вывезенных религиозных ценностей. С иконостаса смыли позолоту и разобрали, в 1926 году архитектор Барановский снял малые купола. В 1946 году власти позволили возобновить богослужения, и на многие годы Троицкий собор стал единственным действующим храмом в районе. В 1980-е годы начались реставрационные работы, в 2010 году восстановили пятиярусный тябловый иконостас.
В подклете алтаря находятся несколько могил, в том числе духовника Успенского монастыря Корнилия (1681 год) и петровского генерала Бутурлина (1739).

### Врата
Двое храмовых врат собора являются ценными произведениями декоративно-прикладного искусства.
Иван Грозный в 1570 году приказал снять двери с южного придела Софийского собора в разграбленном Новгороде и перенести их в тогда ещё Покровский собор Александровской слободы. Эти т.н. Васильевские южные двери  были установлены Софии в 1336 году по велению новгородского архиепископа Василия. Двустворчатые дубовые двери покрыты медью и расписаны огневым золочением. На каждой сворке по 2 картины на библейскую тематику в 7 рядов. Поскольку дверной проём Покровского собора был уже Софийского, створки пришлось перемонтировать, уничтожив ряд из 3 изображений. Позднее в изображения ещё несколько раз вносились изменения. 
Западные двери собора, т.н. Тверские, также были сняты Иваном Грозным с другой церкви. Ранее считалось, что они были вывезены им из Твери (благодаря чему возникло мифическое предание о посещении царем в 1569 году Твери), но ныне предполагают, что они также принадлежали новгородской Софии и имеют византийское происхождение.

## Галерея

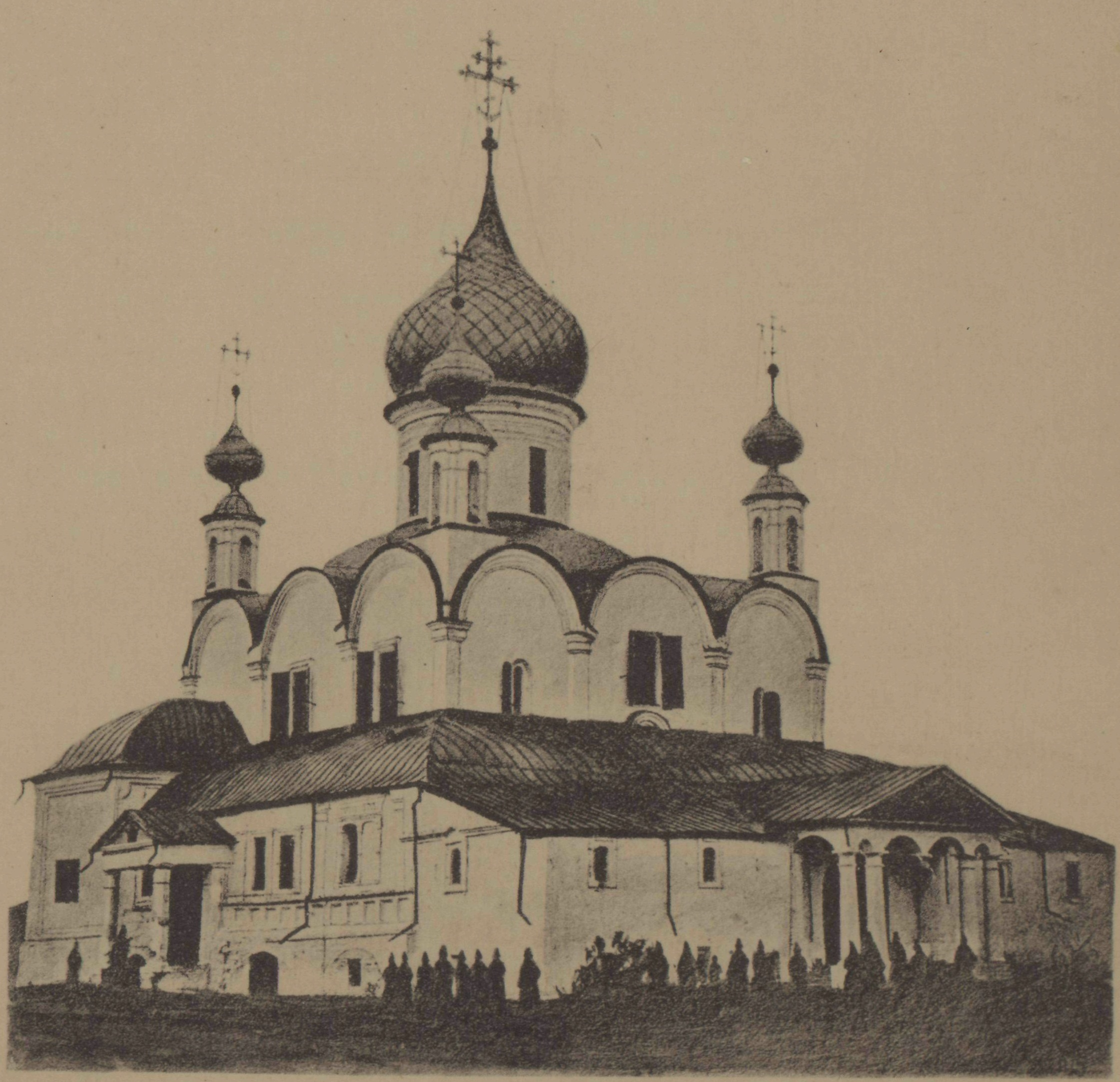
Собор не позднее 1884 года
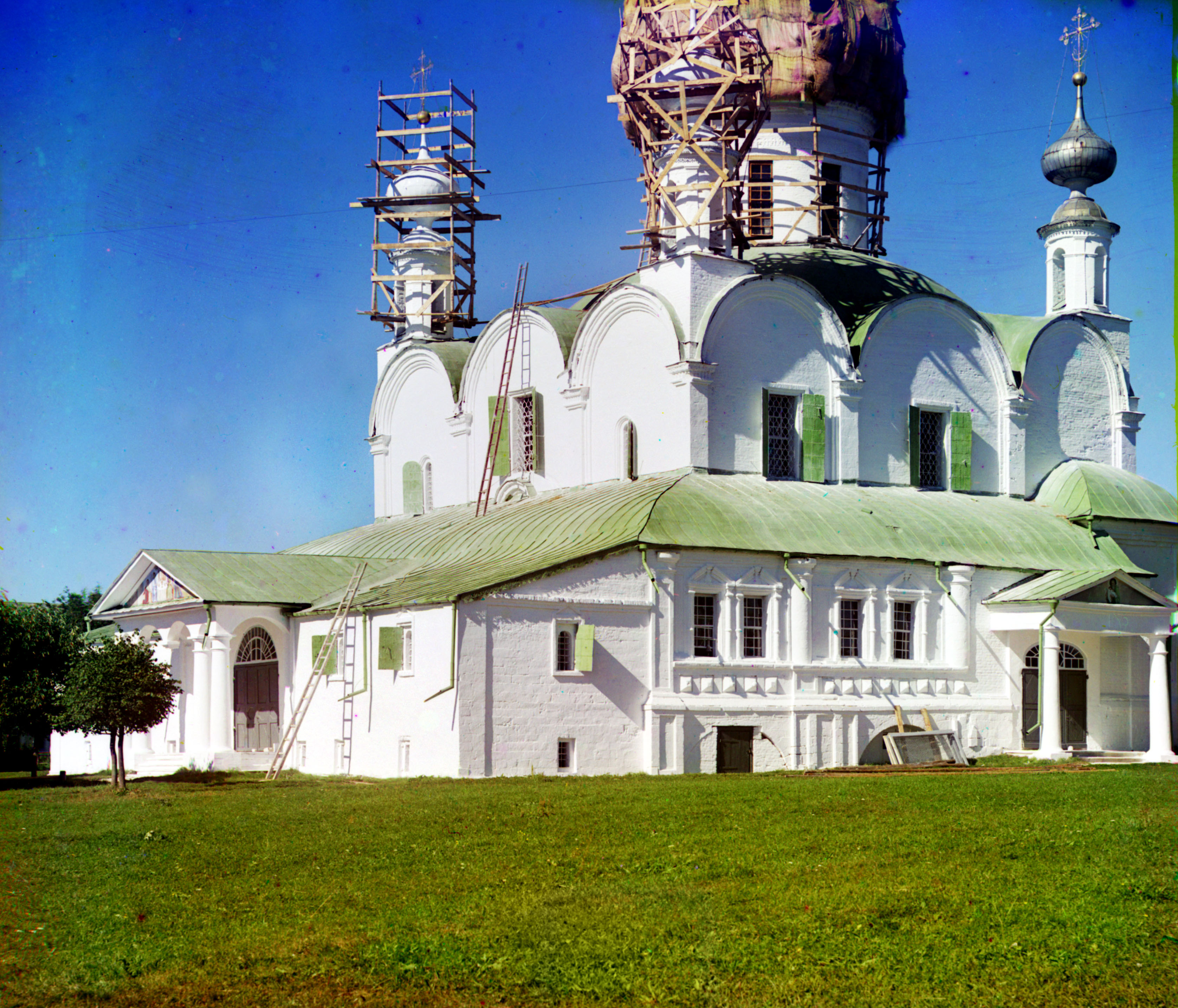
Реставрация куполов собора в 1911 году, фотография Прокудина-Горского
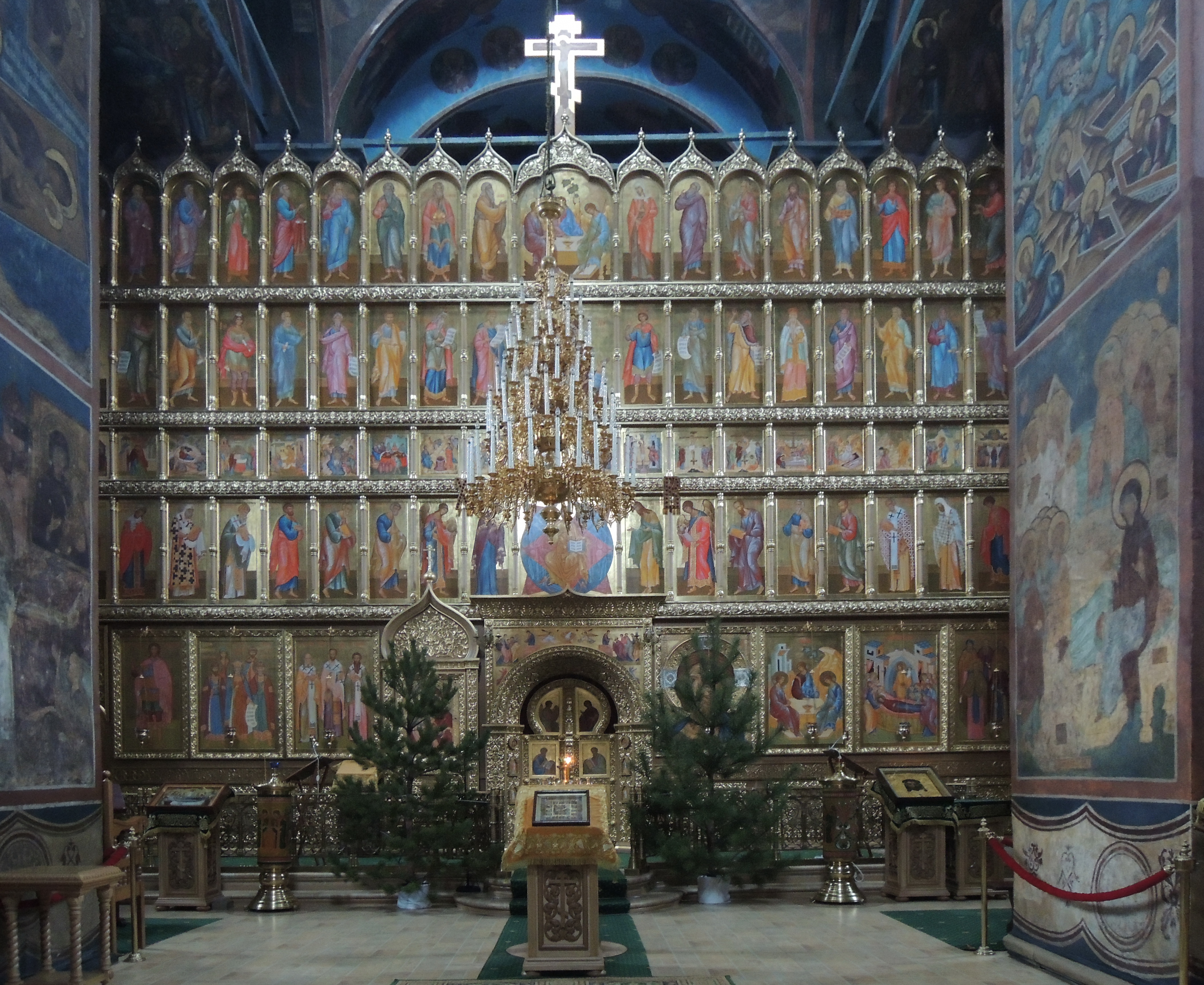
Современный иконостас
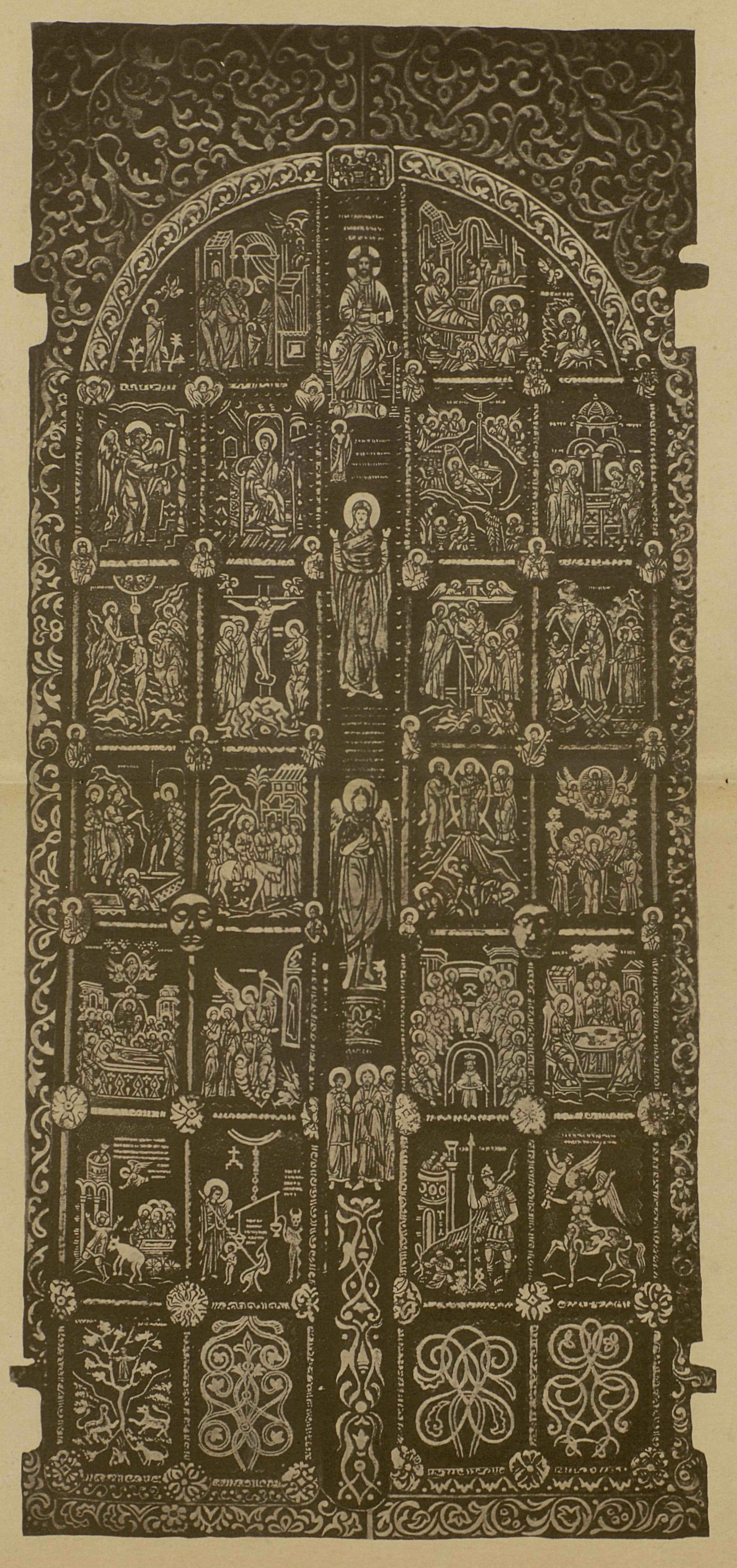
Южные двери